# Due mafiosi contro Goldginger
Due mafiosi contro Goldginger è un film del 1965 diretto da Giorgio Simonelli ed interpretato dal duo comico Franco e Ciccio (che, a dispetto del titolo, non interpretano due mafiosi).
È una pellicola comica di fanta-spionaggio che fa la parodia dei film di James Bond e in particolare del film Agente 007 - Missione Goldfinger.

## Trama
Il boss mafioso e uomo d'affari Goldginger progetta in gran segreto di dominare il mondo grazie ad una serie di congegni per il controllo mentale da lui ideati, che intende installare sui principali leader del pianeta.
I cugini fotografi Franco e Ciccio La Pecora, di natura molto simpatica ed irriverente, durante un giorno di lavoro vengono imprigionati dagli uomini di Goldginger. I due, vengono tuttavia liberati da una procace spia inglese, Marlene.
Oramai entrati nel giro, Franco e Ciccio riescono a scongiurare il conflitto mondiale architettato dalla banda di Goldginger, per poi fare ritorno al loro paese.

## Galleria d'immagini

Ciccio e Franco fanno sollevamento pesi e Franco affonda nel terreno
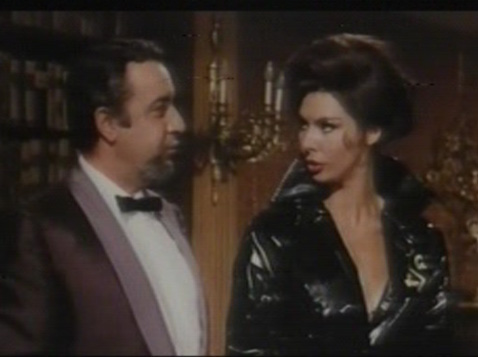
Goldginger e Marlene
Goldginger e Franco tentano di giocare a scacchi al Grand Hotel
Ciccio e Franco travestiti da africani
Marlene prende il Sole al Grand Hotel Helio Cabala a Marino
Franco e Ciccio al hotel di Parigi
Ciccio Ingrassia è Ciccio Pecora
Andrea Bosic è il colonnello Herrman

## Produzione

### Riprese
La palestra dove Franco e Ciccio si esercitano a sparare è la stessa utilizzata nel film di spionaggio Agente 077 missione Bloody Mary, sempre del 1965 e si trovava a Roma alla Scuola dello sport del CONI.
La villa dove Goldginger e Franco tentano di giocare a scacchi è un hotel di lusso che si trova nel comune di Marino, il Grand Hotel Helio Cabala.
Il tratto di autostrada nel quale Franco e Ciccio hanno vicissitudini varie all’inizio e al termine della pellicola corrisponde all’attuale Grande Raccordo Anulare di Roma nei pressi dello svincolo Magliana, ai tempi unico raccordo con la Statale Aurelia per Grosseto. La scena in cui vengono multati dal vigile mentre stanno per scappare con la Jaguar dello 007 britannico messo alle loro calcagna corrisponde a un’area di servizio con motel non più esistente poco lontana dall’attuale intersezione tra il G.R.A. e l’autostrada Roma-L’Aquila zona Settecamini.

## Critica
(Fantafilm)